# Homohuwelijk in Canada
Canada legaliseerde het homohuwelijk op 29 juni 2005 op federaal niveau nadat het House of Commons (Lagerhuis) Wet C-38 invoerde, ingediend door de liberale regering van Paul Martin op 1 februari 2005. Vóór de nationale wetgeving hadden zeven provincies en één territorium het homohuwelijk al gelegaliseerd. Op 21 juli keurde de senaat de wet goed. De conservatieve regering die op 6 februari 2006 aantrad, probeerde deze nog te herroepen.
Deze gebieden waren: 
- de provincie Ontario sinds 10 juni 2003;
- de provincie Brits-Columbia sinds 8 juli 2003;
- de provincie Québec sinds 19 maart 2004;
- het territorium Yukon sinds 14 juli 2004;
- de provincie Manitoba sinds 16 september 2004;
- de provincie Nova Scotia sinds 24 september 2004;
- de provincie Saskatchewan sinds 5 november 2004;
- de provincie Newfoundland en Labrador sinds 21 december 2004;
- de provincie New Brunswick sinds 23 juni 2005.

Gebieden die homohuwelijk al vóór de federale legalisatie in juni 2005 toestonden

De provincies Alberta en Prince Edward Island, evenals de territoria Nunavut en Northwest Territories legaliseerden het homohuwelijk niet zelfstandig. In de gebieden die de wetgeving wel aanpasten, kwam dit vooral door rechtszaken die het verbod op het homohuwelijk ongrondwettig verklaarden. Holebi's hoefden niet uit een van de gebieden te komen om er te kunnen trouwen. 
Net na de legalisatie van het homohuwelijk was de status van homo-echtparen onduidelijk. De Grondwet van Canada stelde dat de overheid het huwelijk definieert; in december 2004 bekrachtigde het Hooggerechtshof van Canada dit nogmaals. Pas nadat het grondwetsamendement werd aangenomen dat het huwelijk niet meer specifiek vermeld als verbintenis tussen een man en vrouw, erkenden alle gebieden het homohuwelijk. De acht provincies en territoria die het al wel legaliseerden, hadden deze definitie van het huwelijk automatisch nietig verklaard. Alberta, New Brunswick, Prince Edward Island, Nunavut en de Northwest Territories stonden op het punt zelf wetgeving in te voeren; enkel de overheid van Alberta was officieel tegen het homohuwelijk.
Een peiling in het voorjaar van 2005 toonde aan dat Wet C-38, die het homohuwelijk in heel Canada legaliseerde, een parlementaire meerderheid had. Er werd ook een wet weggestemd die het homohuwelijk expliciet zou verbieden. De premier van Alberta, Ralph Klein, wilde de wetgeving via een nationaal referendum toetsen bij de bevolking, maar alle regeringspartijen waren tegen. Wet C-38 werd voor het eerst opgetekend door de minister van justitie in 2003, Martin Cauchon, en bij het Hooggerechtshof gedeponeerd, dat moest bekijken of het trouwen van alleen heteroseksuele koppels ongrondwettelijk was. In de uitspraak van 9 december 2004 oordeelde het hof dat het homohuwelijk niet in strijd was met de grondwet en dus in alle gebieden voltrokken mocht worden.

## Gerelateerde onderwerpen
- Homohuwelijk
- Homoseksualiteit